# 聲望號戰鬥巡洋艦
聲望號戰鬥巡洋艦（英語：HMS Renown，或稱名望號戰鬥巡洋艦），為英國皇家海軍聲望級戰鬥巡洋艦首艦，建於第一次世界大戰期間。聲望號原是作為復仇級戰列艦改進型建造，但隨著第一次世界大戰的爆發，因為無法及時投入使用，導致她的工程因而中斷。費舍爾勳爵海軍上將接任第一海務大臣後，獲准將聲望號改為戰鬥巡洋艦並重啟建造工程，以期聲望號能盡快投入服役。海軍建造總監尤斯塔斯·坦尼森·英考特很快地按照費舍爾勳爵的要求，提出了幾近全新的設計，造船廠更承諾能夠在15個月內建成反擊號。英國人沒能達成這一野心勃勃的目標，不過在1916年日德蘭海戰結束後幾個月，名望號完工並交付給軍方。聲望號和她的姊妹艦反擊號在建成之時，可說是世上最快的兩艘主力艦。
聲望號在第一次世界大戰未曾參與過任何戰鬥，爾後聲望號在戰間期歷經兩次改裝，第一次是在1920年代，增強船隻的裝甲保護以及一些細微改進，1930年代的改裝又比前次更加全面。聲望號經常護衛王室成員出國巡遊，也曾在胡德號戰鬥巡洋艦進行改裝時，擔任戰鬥巡洋艦分艦隊的旗艦。
第二次世界大戰時，聲望號曾參與1939年搜尋德國施佩伯爵將軍號裝甲艦的任務、1940年4月至6月間的挪威戰役，以及1941年俾斯麥號戰艦的搜索任務。聲望號在1940年到1941年間隸屬於直布羅陀的H艦隊，聲望號在這段期間中，除了護衛船團的任務外，也曾參與過無果的斯巴提芬托角海戰。1942上旬，聲望號短暫的被派遣至本土艦隊，並為數隻北極船團提供護衛。接著聲望號回歸H艦隊，參與盟軍進攻北非的火炬行動。1943年的聲望號多數時間都在進行改造，也曾多次帶著溫斯頓·邱吉爾往返於與盟軍領導者們的會議。1944年早期，聲望號轉移至位於印度洋的東方艦隊，多次協助攻擊日軍在印尼的設施，和多個在印度洋中被日本人所佔領的群島。1945年上旬，聲望號再次調回本土艦隊並接受改造，接著在戰事結束後，聲望號被降為後備艦。最終在1948年，被作為廢鐵出售。

## 船隻設計與外型
1914年12月18日，在還未有任何新船的相關許可時，費舍爾海軍上將就先向海軍建造總監提出了有關新船的要求。他希望這些船具有像前無畏艦聲望號般長且更高的喇叭狀船首，裝備4門15英寸（380）主砲，並將其安裝於2座雙連裝砲塔，於船艦高處安裝20門用來反制魚雷艇，並具炮擋的4英寸（102公釐）火炮，以燃油為動力且航速能夠達到32節（59每小時），必須具有與不倦級戰鬥巡洋艦同等水平的裝甲保護。又過了幾天，費舍爾海軍上將將主砲數量增加至6門，並要求安裝2座魚雷發射管。在做了些微調整後，初步評估於12月26號完成，初始設計則於12月30日完成。
海軍建造部接著花了幾周時間，挑選和檢驗可以用在兩艘新造戰艦和新設計的材料。造船廠從海軍建造部收到足夠的資訊和選定的材料後，於1915年1月25日開始安放這兩艘新戰艦的龍骨，造艦合約在經過調整後於同年3月10日簽訂。
聲望號全長794英尺1.5英寸（242.049）、船寬90英尺1.75英寸（27.4765），最大吃水深度30英尺2英寸（9.19）。一般情況下，聲望號的排水量為27,320長噸（27,760公噸），滿載排水量則為32,220長噸（32,740公噸）。聲望號採用布朗-柯蒂斯（Brown-Curtis）直驅式蒸汽渦輪發動機，可產生112,000匹軸馬力（84,000千瓦特）的動力，理論上的最高航速為32節（59每小時；37英里每小時）。但在1916年的數次試驗中，聲望號的發動機實際可產生的動力為126,000匹軸馬力（94,000千瓦特），能讓聲望號達到最高32.58節（60.34每小時；37.49英里每小時）的航速。聲望號一般會攜帶1,000長噸（1,016公噸）的燃油，而此時的最大酬載量為4,289長噸（4,358公噸）。滿載時，聲望號可依賴蒸汽動力，以18節（33每小時；21英里每小時）的航速航行4,000海里（7,410；4,600英里）。
聲望號配有3座液壓驅動的主砲塔，每座砲塔皆安裝了2門42倍徑BL 15英寸（380） Mark I艦砲，由前至後分別為「A」、「B」和「Y」砲塔。反擊號的次要武器為17門的BL 4英寸（100） Mark IX火炮，分別安裝在5個3連裝和2個單裝炮架上。聲望號後煙囪旁的遮蔽甲板上，裝有兩座QF 3英寸（76）20英擔防空炮。在水面下，「A」砲塔前方的左右兩側各安裝了一根魚雷發射管，可發射21英吋魚雷。
聲望號船身中段的水線裝甲帶由6英寸（152毫米）厚的克魯伯接合裝甲所構成。主砲塔裝甲除了頂部僅有4.25英寸（108）厚以外，其他部位皆有7～9英吋（178～229毫米）厚。根據設計，聲望號的甲板由0.75～1.5英寸（19～38毫米）厚的高強度鋼構成。尚在建造的聲望號，在1916年的日德蘭海戰結束後，其彈藥庫上的主甲板被另外增厚了1英寸。此外，聲望號在船身上安裝了小型的防雷鼓包，能夠將魚雷在擊中船體之前引爆，並將水下的爆炸留在表面，避免魚雷在船體內爆炸。
儘管安裝了這些配件，聲望號仍舊被認為不足以承受敵方的俯射攻擊，因此在1917年2月1日到4月中旬，聲望號前往羅塞斯接受改造，於舵機（Steering gear）和彈藥庫上的甲板安裝了額外的水平裝甲，船隻的重量也由此增加近504長噸（512公噸）。1918年上旬，聲望號的「B」、「Y」兩砲塔上加裝了新的飛行甲板。此後聲望號通常會帶有一架戰鬥機和一架偵察機。

## 興建與服役歷史

### 1916年到1925年
1915年1月25日，費爾菲爾德公司在蘇格蘭格拉斯哥的加文開始安置聲望號的龍骨。1916年3月4日，聲望號下水。在日德蘭海戰結束後，1916年9月2日聲望號正式完工，建造花費總計3,117,204英鎊。在一戰剩下的兩年時間中，聲望號服役於位在北海的大艦隊，並被分派至其下的第1戰鬥巡洋艦分艦隊，在戰爭中一炮未開。1917年12月12日，德軍第3半艦隊（3rd Half-Flotilla）的驅逐艦，在挪威海岸外摧毀了一隻斯堪地那維亞運輸船團及其大部分的護衛艦，聲望號與同艦隊的其他僚艦出海嘗試攔截它們，結果卻撲了個空。此後的戰爭歲月中，艦隊平安的在北海中負責巡邏任務。1918年11月28日，德國公海艦隊於斯卡帕灣投降時，聲望號和她的姊妹艦反擊號也都在場。

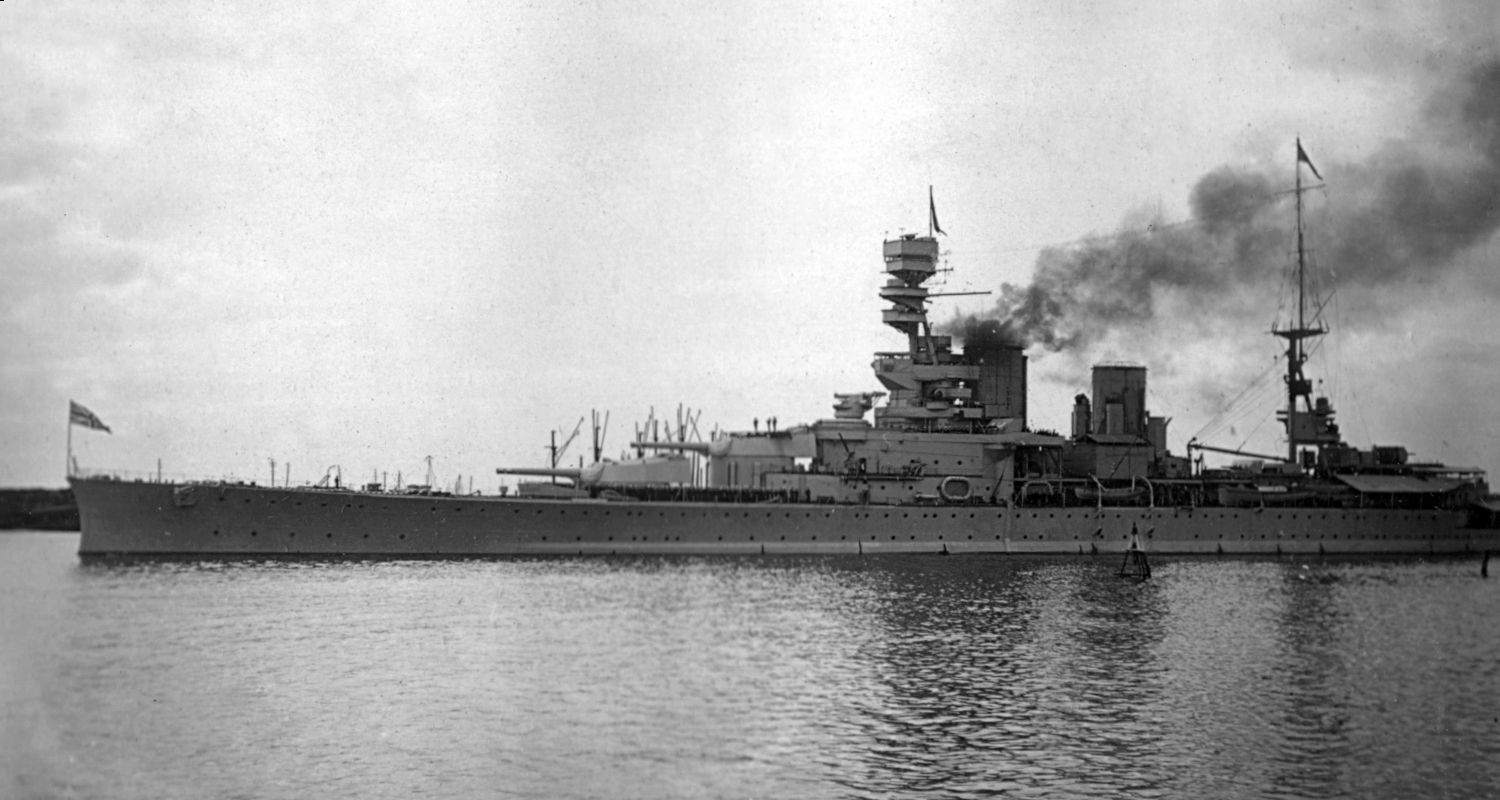
1927年，聲望號載著約克公爵伉儷自澳大利亞弗里曼特爾返回英國

大艦隊於1919年4月解散，聲望號隨後被分派大西洋艦隊下的戰鬥巡洋艦分艦隊。同年6月，為了威爾士親王愛德華的加拿大巡遊，以及紐芬蘭和美國參訪，聲望號拆除了原先的兩座起飛甲板。原先「Y」炮塔上15英尺（4.6）的測距儀，被替換成另一具30英尺（9.1）的測距儀，司令塔的裝甲罩上也裝設了一具20英尺（6.1）的測距儀。1920年1月到3月，聲望號作為「皇家遊艇」（Royal yacht），進行了一次更廣泛的改裝。船尾處的4英吋砲架和一對3英吋防空炮被移除，以騰出空間增建額外的起居設備和散步甲板（Promenade deck）。兩座煙囪之間的遮蔽甲板（Shelter deck）上新建了一座大的甲板室（Deck house）。甲板室內左舷一側，有一座室內壁球場，右舷一側則是一座電影院。聲望號作為威爾斯親王及其隨扈的座艦，於3月啟程前往澳大利亞和紐西蘭，途中亦停靠多地。聲望號於10月返抵樸茨茅夫，並於11月改為儲備艦。
1921年9月，為了威爾斯親王在印度和日本巡遊，聲望號重新啟用，並於10月自樸茨茅夫啟航。聲望號於1922年6月回到樸茨茅夫，接著在7月再次降為儲備艦。聲望號基於姊妹艦反擊號的改造經驗，與反擊號在同一個月一起接受改造。聲望號的主裝甲帶被拆除，並替換成科克倫海軍上將號戰列艦改裝成航空母艦後剩下的9英寸裝甲，但新裝甲安裝的高度比反擊號高上3英尺（0.91），以抵銷增加的吃水深度。主裝甲帶的下方，裝有逐漸變窄的裝甲列板，能夠使鑽入水下的砲彈產生偏轉，這些裝甲板的厚度，從上到下逐漸從9英吋厚，縮減到2英寸（51）。機艙空間和彈藥庫附近的甲板裝甲被大幅加強。司令塔的底部到鍋爐室之間的上層甲板和主甲板，安裝了2個縱向艙壁（Longitudinal bulkhead）。艦上防雷鼓包被修改成類似伊莉莎白女王級戰列艦上的樣式，而彈藥庫旁的部分則裝有「衝擊管」（Crushing tube）。之前位於船尾的3連裝4英吋炮架和B砲塔上的飛行甲板被裝回原位，前桅樓上新增了高角度射控單位（High-angle control position；HACP）。一對3英吋防空炮和兩座4英吋單裝炮架被替換成4座QF 4英吋 MarkV防空炮。它們的俯仰角分別為-5°和80°，發射31英磅（14）的高爆彈時，炮管初速為2,387英尺每秒（728每秒），每分鐘可發射10到15發砲彈，炮彈的最大升限為31,000英尺（9,400），不過有效射程遠小於這個數字。這次改造使聲望號的排水量增加3,500長噸（3,600公噸），吃水則增加3英吋，而總費用則為979,927英鎊。

### 1926年到1939年間
聲望號在1926年9月完成改造後，被重新派發至戰鬥巡洋艦分艦隊，接著在1927年7月調離分艦隊，護衛約克的阿爾伯特王子前往澳大利亞。同年5月26日返國途中，聲望號的鍋爐室失火，導致4名船員燒傷。返國後的聲望號隨即加入了大西洋艦隊（Atlantic Fleet），並在胡德號戰鬥巡洋艦進行改裝的1929和1931年間，代替其擔任旗艦。胡德號重新啟用並接任旗艦後，聲望號退役並進行改造。前桅樓上安裝了一具Mark I型高角度射控系統和指揮儀，取代原有的高角度測距儀，並加大了司令塔平台以容納一對安裝在Mark V八連裝炮架的40（1.6英寸）QF 2磅 Mark VIII艦砲。Mark V炮架的俯仰角為−10和°80°。QF 2磅 Mark VIII艦砲使用40（1.6英寸）2英磅（0.91）炮彈，炮口初速為2,040英尺每秒（620每秒），射程3,800碼（3,500）。每分鐘約可發射96至98發炮彈。一開始這一對炮架僅有一具可供使用，但是後來那具可以使用的炮架跟著它的指揮儀一起，搬遷到了右舷。為了給新的飛機彈射器騰出空間，聲望號艦舯部位的三聯裝4英吋砲架被移除，飛機彈射架則到1933年才安裝上去。同樣在1933年，雖然少了指揮儀，不過左舷的Mark V 2磅炮炮架總算是安裝上了聲望號。新的彈射架安裝好以後，聲望號能裝載一架菲爾利三型水上飛機，用來執行偵察任務，而起飛甲板則被移除。
聲望號在1935年1月23日於西班牙外海進行演習時，與胡德號發生碰撞。碰撞導致她的艦艏受損，在直布羅陀稍做維修後，聲望號前往樸茨茅斯進行大修，維修工程從2月持續到同年5月。為此，聲望號和胡德號的艦長，以及分艦隊司令悉尼·貝利（Sidney Bailey）海軍少將，皆被送上軍事法庭受審。最終貝利和胡德號的艦長陶爾（Tower）被無罪釋放，聲望號的艦長梳布里奇（Sawbridge）則被解除職務。海軍部不認同這一判決，將梳布里奇調回了原職，並批評貝利在演習期間給出的指令不夠明確。
1935年7月16日，為慶祝喬治五世登基25年，英國在斯皮特黑德舉辦了海上閱兵，聲望號亦在其中。1935年到1936年，第二次義大利衣索比亞戰爭期間，聲望號和胡德號被派往直布羅陀支援英國地中海艦隊，接著在1936年1月，聲望號轉移至亞歷山大港加入第1戰列艦分艦隊。同年5月，聲望號回到英國並重新加入本土艦隊。
1936年9月，聲望號以厭戰號戰列艦改裝經驗為基礎，進行了一次更全面的改造。高過上層甲板的船艛和煙囪，艦上的主、副武器和桅杆皆被拆除。然後，艦上新造了一座防彈的塔型船樓，其上有負責主武器的火控指揮塔，以及一對HACS Mark IV指揮儀。原先安裝在司令塔的裝甲罩被重新安裝到船艛後方。引擎和鍋爐改用帕森齒輪傳動渦輪機和8個海軍部三筒式鍋爐，使用壓力為400磅力每平方英寸（2,758千帕斯卡；28千克力每平方）。聲望號因此減少2,800長噸（2,845公噸）的重量，使兩個前部的鍋爐室得以轉換成4.5英寸（110）砲彈的庫房或轉為他用。聲望號的甲板進行了些許改良，過去未安裝非滲碳裝甲（Non-cemented armour）的甲板，皆增設了非滲碳裝甲，以保護新設的4.5英吋砲彈庫房。與反擊號一樣，聲望號後煙囪的兩旁增建了新的機庫，後船艛與後煙囪之間則安裝了飛機彈射器。

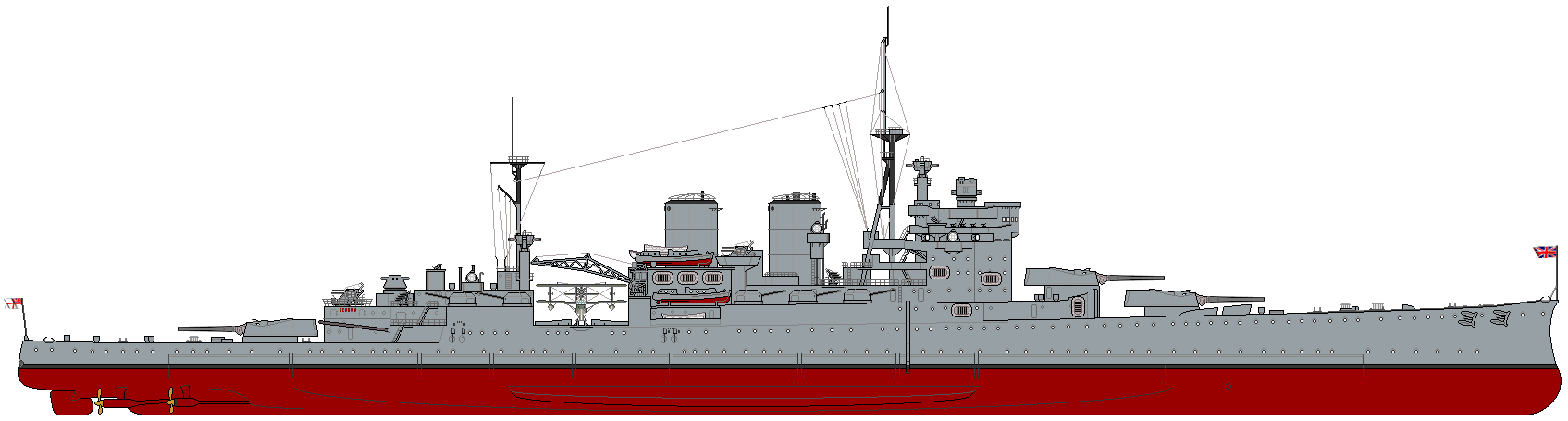
1939年接受改裝後的聲望號

聲望號的15英吋炮炮塔改用Mark I （N）規格後，仰角可達30°。10座裝有QF 4.5英寸 Mark III高平兩用砲的BD Mark II雙連裝炮架，取代了聲望號上所有的4英吋炮，分別有6座平均安裝在前煙囪兩旁，剩下的4座則安裝在主桅杆兩側。BD Mark II炮座的俯仰角為-5°和80°。新的Mark III火炮發射55英磅（25）高爆彈時的炮口初速為2,457英尺每秒（749每秒），射速為每分鐘12發。炮彈最高的有效升限為41,000英尺（12,000）。透過艦橋後方和後船艛上各兩具的4座Mark IV兩用指揮儀，能夠操縱艦上的QF 4.5英吋 Mark III高平兩用炮，並將高角度（High-angle）和低角度（Low-angle）目標的追蹤資訊分別提供給HACS Mark IV 類比電腦和海軍部Mark VII火控台。各根QF 4.5英寸 Mark III炮皆配有400發的備彈。聲望號兩座煙囪間的平台上，和後船艛的後方，分別安裝了兩座和一座8連裝Mark VI 2磅炮炮架。每座炮架皆裝有一具Mark III*指揮儀。前、後兩座船艛上各安裝了兩座4連裝維克斯.50口徑Mark III炮架。原先的水下魚雷發射管被移除，並增加了8根水上魚雷發射管。這次改造共計花費3,088,008英鎊，是過去改造工程的三倍之多。

### 第二次世界大戰

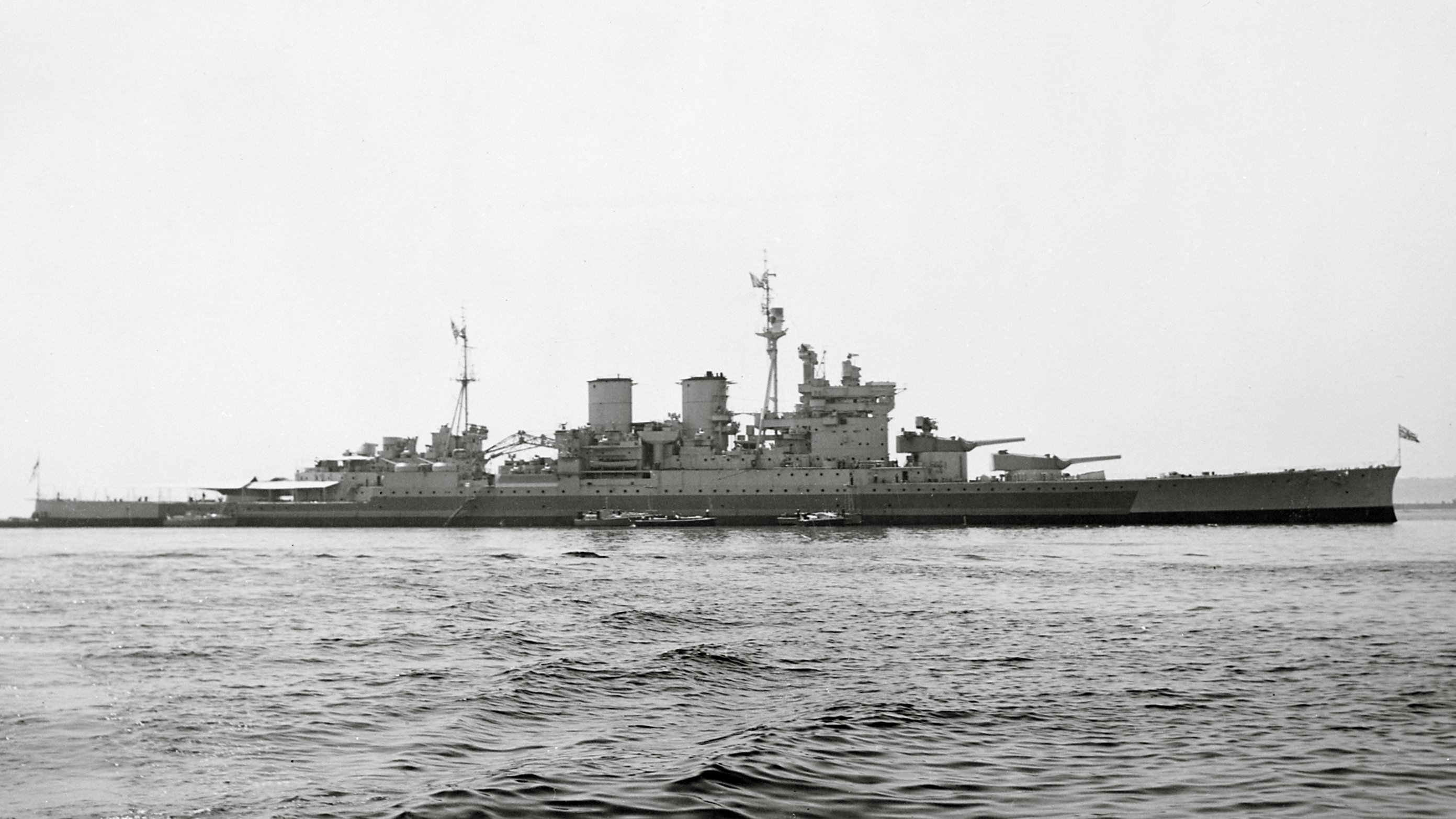
1945年8月時的聲望號戰鬥巡洋艦

1939年8月28日，聲望號重新啟用並加入本土艦隊。如同她的姊妹艦反擊號，聲望號在9月時被派往北海巡弋，然後10月時被調往K艦隊（Force K），參與搜尋「口袋戰艦」（Pocket battleship）施佩伯爵將軍號裝甲艦。11月，聲望號調往位於好望角的H艦隊，以防施佩伯爵將軍號突圍進入南大西洋。雖然聲望號未能阻止施佩伯爵將軍號進入南太平洋，但是她在12月2日擊沉了號突圍艦。施佩伯爵將軍號在12月17日自沉後，一直到1940年3月調回本土艦隊前，聲望號一直都待在南大西洋。同月，胡德號降為儲備艦並進行改造時，聲望號頂替胡德號成為戰鬥巡洋艦分艦隊旗艦。挪威戰役期間，聲望號曾協助英軍作戰，並在4月9日與德國沙恩霍斯特號戰艦和格奈森瑙號戰艦交戰。聲望號發現德艦後率先開火，卻反先被兩枚28（11英寸）炮彈命中，但損傷甚微。幾分鐘後，聲望號的一枚15英吋炮彈和兩枚4.5英吋炮彈擊中格奈森瑙號，擊毀其主要的火控指揮儀，同時損傷其A炮塔上的測距儀。在惡劣的天氣狀況下，德艦的速度快過聲望號，並在90多分鐘後脫離戰場。整場戰鬥中，聲望號的主武器共發射了230發炮彈，次要武器則發射了1065發炮彈。聲望號的維修作業從4月20日持續到5月18日完成，接著在6月上旬時掩護英軍撤離挪威。聲望號在8月轉移至位於直布羅陀的H艦隊，接替胡德號擔任該艦隊的旗艦。

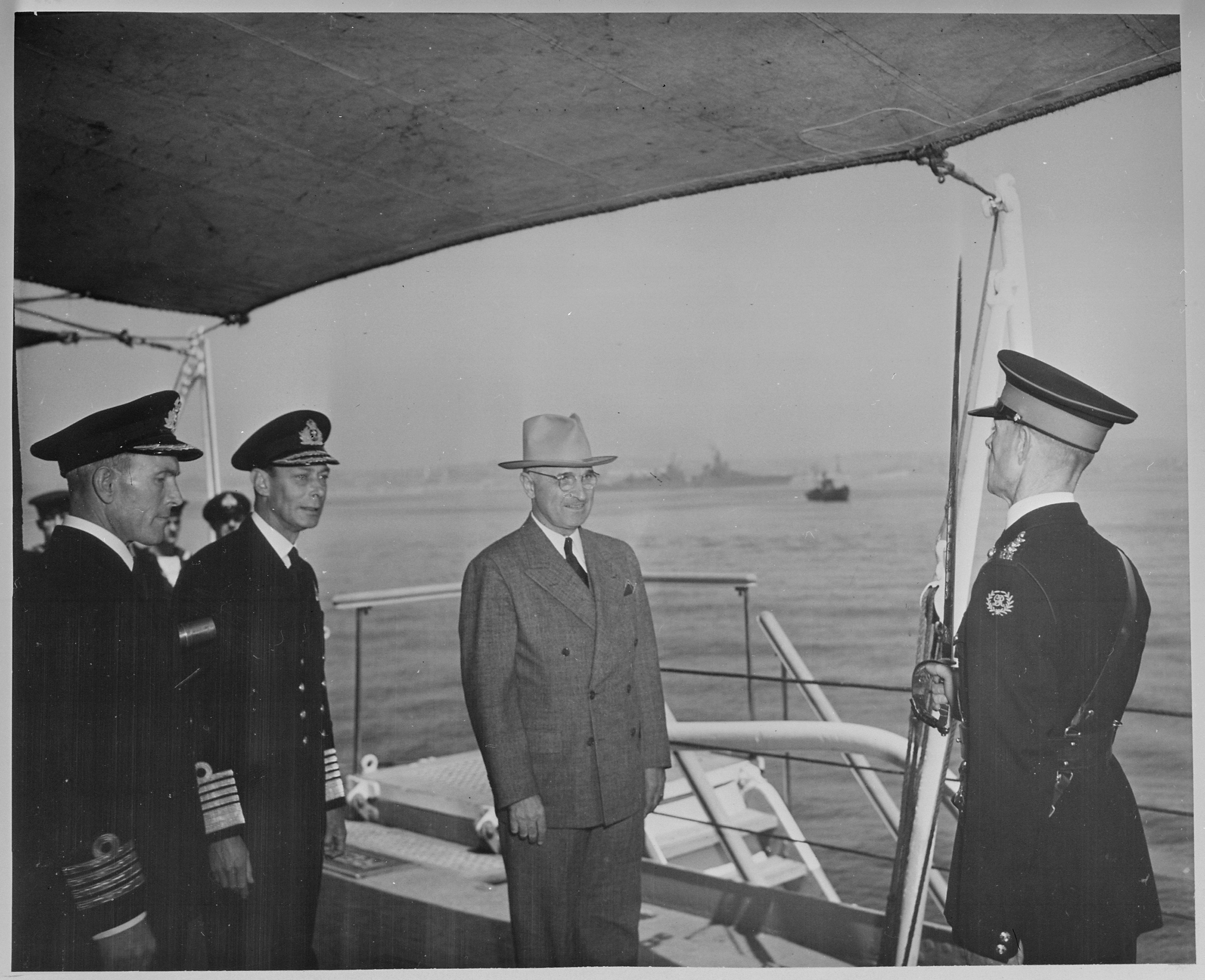
喬治六世與杜魯門總統於聲望號的後甲板（quarterdeck）用午餐。波茨坦會議結束後，杜魯門準備搭乘圖片背景中的奧古斯塔號重巡洋艦返回美國

1940年11月，百眼巨人號航空母艦上的颶風戰鬥機在薩丁島南方自該艦起飛前往馬爾他島後，H艦隊曾為其提供護衛。11月下旬，H艦隊參與了戰果甚微的斯巴提芬托角海戰。聲望號在1941年2月9日，對義大利熱那亞進行炮轟，但並沒有什麼作用。1941年3月到5月間，H艦隊在地中海裡外護衛許多的運輸船團，直到調往大西洋搜尋俾斯麥號戰艦為止。6月4日，聲望號攔截到預計為俾斯麥號提供補給的德國補給艦「Gonzenheim」號。7月，聲望號和H艦隊護衛了一支前往馬爾他島的運輸船團後，於8月返回英國維修其右舷的防雷鼓包。雖然沒有確切的時間日期，聲望號在1941年裝設了許多種類的雷達，而它們極有可能是在這次維修期間裝設的。其中有控制水面武器的248型雷達、防空武器用的285型雷達、281型空中警戒雷達，和一具271型平面搜尋雷達。「B」炮塔上則增設了兩座4連裝「碰碰炮」炮架。聲望號於11月結束維修後，隨即轉移到了本土艦隊，然後在11月9日，當約克公爵號戰艦帶著溫斯頓·邱吉爾前往美國華盛頓特區出席阿卡迪亞會議時，聲望號成為該艦隊的代理旗艦。1942年3月上旬，聲望號為歸航的船團，和出發前往蘇聯的PQ 12船團提供護衛。4月3日，約克公爵號接替聲望號擔任本土艦隊旗艦，而聲望號則轉為W艦隊（Force W）的旗艦。W艦隊在4至5月時護衛多艘航空母艦運送戰鬥機前往馬爾他島。上述的任務完成後，聲望號即重新加入本土艦隊，然後在1942年10月調往H艦隊參加火炬行動，為入侵部隊和後續的運輸船隊提供掩護，以免受到維希法國以及義大利艦隊的騷擾。

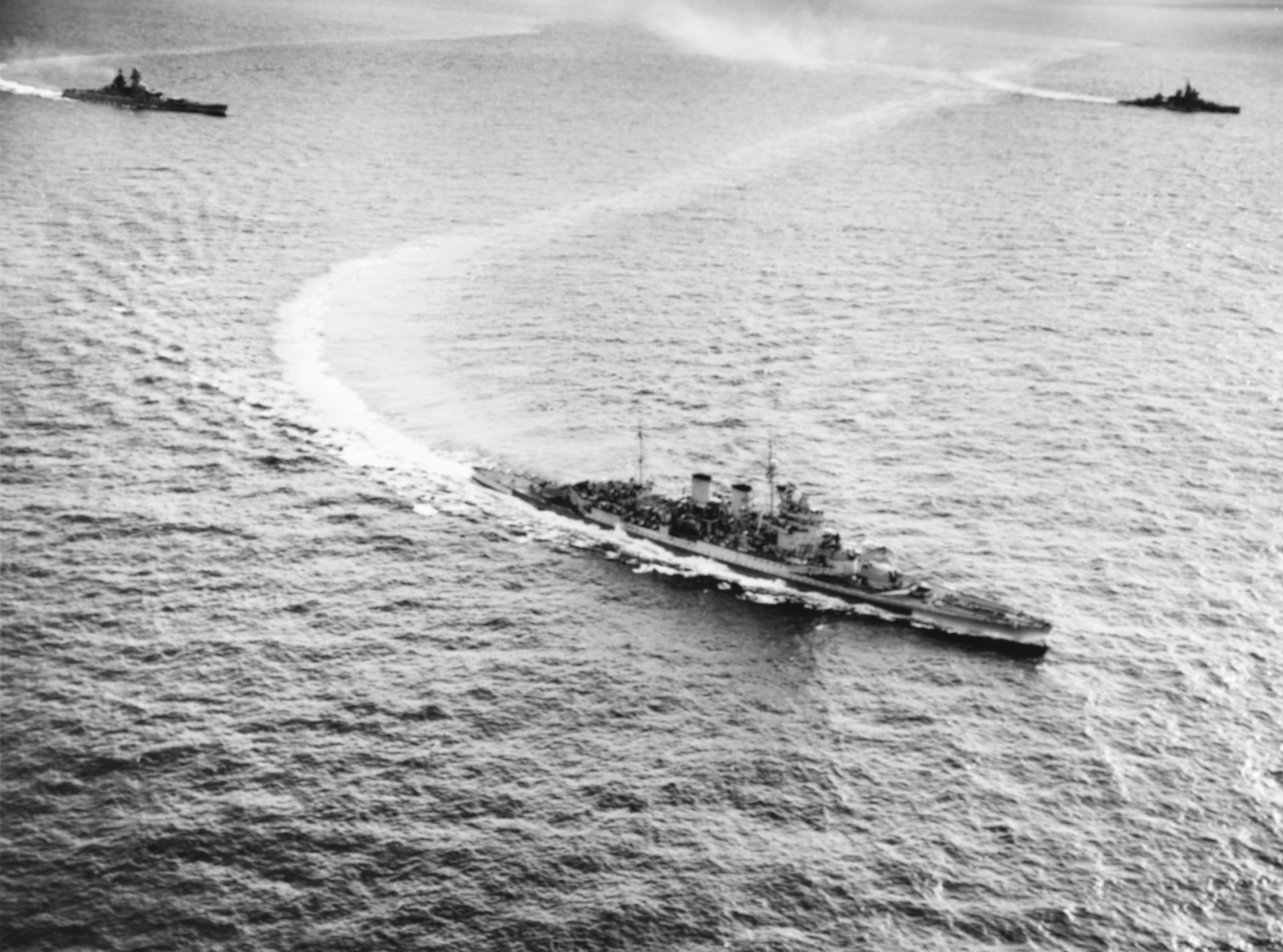
1944年5月12日，聲望號與英勇號戰艦（右方遠端）和黎胥留號戰列艦（左方遠端）在印度洋執行任務

1943年2月，聲望號回到英國進行改造，移除了艦上的飛機彈射器和飛機，機庫則改建成洗衣房與電影院。1942年7月到1943年8月間，聲望號陸續接收了72挺厄利孔20毫米機炮，並安裝在23座雙連炮架和26座單裝炮架上。1944年1月，聲望號的「B」炮塔上增加了一座4連裝「砰砰炮」炮架，原有的20毫米火炮則被移置他處。這次改造工程中，聲望號還加裝了一具輕型防空指揮儀和282型雷達。9月，聲望號載著邱吉爾和他幕僚往返加拿大魁北克市與英國，參加魁北克會議，然後在11月護衛邱吉爾等人前往參加開羅會議。12月，聲望號重新編入本土艦隊，數周後又被轉至遠東艦隊。聲望號於1944年1月底到達斯里蘭卡可倫坡後，成為第1戰艦分艦隊（1st Battle Squadron）的旗艦。4月，聲望號參與座艙行動，支援對沙璜島上港口和石油設施的空襲行動。4月30日到5月1日，聲望號對日軍在卡爾尼科巴島上的設施，和安達曼群島內的布萊爾港進行炮轟。聲望號在氣窗行動中，為5月17日對泗水的空襲和6月21日對布萊爾港的襲擊任務提供支援。7月25日對沙璜的空襲結束後，聲望號炮轟了該城市。10月17日到19日，聲望號炮轟了安達曼群島上的日軍設施。11月22日，伊莉莎白女王號戰列艦接替聲望號成為第1戰艦分艦隊的旗艦，而聲望號則前往南非德爾班進行整修，工程自1944年12月持續進行到1945年2月結束。為免德國殘餘的大型船艦發動最後攻勢，聲望號被調回英國並於4月15日抵達羅塞斯。確定德艦無法發動攻擊後，聲望號進行了短暫的整修，並於1945年5月轉為儲備艦。7月，為了給聲望號上的4.5英吋炮塔加裝遠端動力控制（Remote power control）設備，總共移除了6座的4.5英吋炮塔，但後來此計畫被取消了。8月3日，喬治六世與杜魯門在聲望號進行面會，而杜魯門正搭乘奧古斯塔號重巡洋艦返回美國。聲望號的處置於1948年1月21日宣布，並於8月3日拖至法斯萊恩拆解。約翰·費舍爾下令建造的眾多戰鬥巡洋艦中，聲望號是最後一艘被送到拆船廠的，只比暴怒號晚了幾天。

### 引文
1. ↑  Stephen 1988，第103頁.
2. ↑  Roberts 1997，第47–48頁.
3. ↑  Roberts 1997，第45, 47頁.
4. 1 2 3 4 5  Burt 1986，第297頁.
5. ↑  Roberts 1997，第81頁.
6. ↑  Raven & Roberts 1976，第48頁.
7. ↑  Roberts 1997，第83頁.
8. 1 2  Burt 1986，第294頁.
9. ↑  Roberts 1997，第111頁.
10. ↑  Raven & Roberts 1976，第51頁.
11. ↑  Parkes 1990，第614, 617頁.
12. ↑  Burt 1986，第302頁.
13. ↑  Raven & Roberts 1976，第52頁.
14. 1 2  Burt 1993，第231頁.
15. ↑  . 國家教育研究院雙語詞彙、學術名詞暨辭書資訊網.   [2020-10-07].
16. ↑  . 國家教育研究院雙語詞彙、學術名詞暨辭書資訊網.   [2020-10-07].[]
17. ↑  Burt 1986，第297–298頁.
18. ↑  Burt 1993，第231, 234頁.
19. ↑  . 國家教育研究院雙語詞彙、學術名詞暨辭書資訊網.   [2020-10-08]. （原始内容存档于2020-10-13）.
20. ↑  . 國家教育研究院雙語詞彙、學術名詞暨辭書資訊網.   [2020-10-08].[]
21. ↑  Raven & Roberts 1976，第142–143頁.
22. ↑  . navweaps.com. 2010-01-25  [2010-05-07]. （原始内容存档于2010-05-01）.
23. 1 2  Burt 1993，第210頁.
24. 1 2  Parkes 1990，第614頁.
25. ↑  Smith 2008，第31–32頁.
26. 1 2  Burt 1993，第234頁.
27. 1 2 3 4 5  Raven & Roberts 1976，第250頁.
28. ↑  Campbell 1985，第71頁.
29. ↑  Taylor 2008，第165–166, 167頁.
30. ↑  Raven & Roberts 1976，第254頁.
31. ↑  Raven & Roberts 1976，第250–252, 254頁.
32. ↑  Campbell 1985，第51頁.
33. ↑  . navweaps.com. 2009-06-01  [2010-09-11]. （原始内容存档于2012-05-16）.
34. ↑  Raven & Roberts 1976，第258頁.
35. ↑  Burt 1993，第234, 237頁.
36. ↑  Haarr 2010，第301–312頁.
37. ↑  Burt 1993，第237頁.
38. 1 2  Burt 1993，第237–238頁.
39. ↑  Burt 1993，第213–214頁.
40. ↑  Raven & Roberts 1976，第259頁.
41. ↑  Burt 1993，第214頁.
42. ↑  Burt 1993，第238, 242頁.

### 書目
- Burt, R. A. . London: Arms and Armour Press. 1993. ISBN 1-85409-068-2.
- Burt, R. A. . Annapolis, Maryland: Naval Institute Press. 1986. ISBN 0-87021-863-8.
- Campbell, John. . London: Conway Maritime Press. 1985. ISBN 0-87021-459-4.
- Haarr, Geirr H. . Annapolis, Maryland: Naval Institute Press. 2010. ISBN 978-1-59114-051-1.
- Parkes, Oscar.  reprint of the 1957. Annapolis, Maryland: Naval Institute Press. 1990. ISBN 1-55750-075-4.
- Raven, Alan & Roberts, John. . Annapolis, Maryland: Naval Institute Press. 1976. ISBN 0-87021-817-4.
- Roberts, John. . Annapolis, Maryland: Naval Institute Press. 1997. ISBN 1-55750-068-1.
- Smith, Peter C. . Barnsley, UK: Pen & Sword Maritime. 2008 [1976]. ISBN 978-1-84415-745-7.
- Stephen, Martin. . Annapolis, Maryland: Naval Institute Press. 1988. ISBN 0-87021-556-6.
- Taylor, Bruce. . Annapolis, Maryland: Naval Institute Press. 2008. ISBN 978-1-86176-216-0.

## 外部連結
- Maritimequest上聲望號的照片集 （页面存档备份，存于）
- 聲望號的皇家海軍日誌 （页面存档备份，存于）